# Harrington (Lincolnshire)
Harrington – wieś w Anglii, w hrabstwie Lincolnshire. Leży 39 km na wschód od Lincoln i 192 km na północ od Londynu.